# Carrosserie Gaston Grümmer

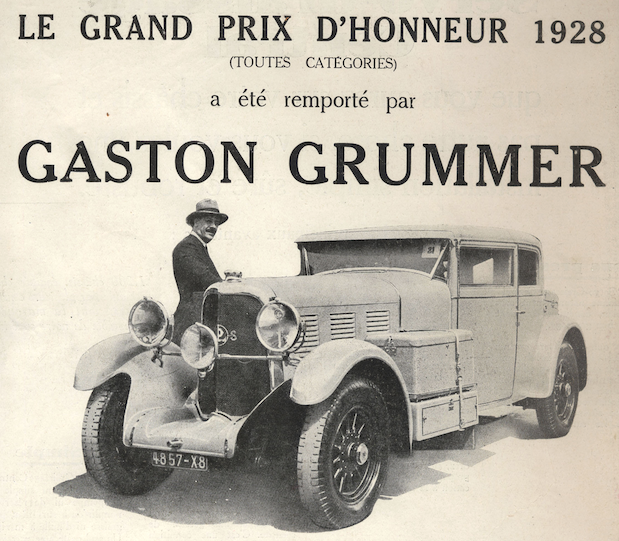
Panhard & Levassor 35 CV coach surbaissé (E.B.V.).

La carrosserie Gaston Grümmer est fondée le 30 juillet 1924 par Gaston Grümmer qui s'établit dans une ancienne scierie au 39bis rue Martre à Clichy, au nord-ouest de Paris. En décembre 1924, ses premières carrosseries sortent de l'atelier.

## Historique
Au concours d'élégance de Nice, en mars 1925, une Oméga-Six carrossée en torpédo remporte un 1er prix, c'est la première récompense pour la carrosserie Gaston Grümmer. Quelques mois plus tard, en juin, au concours d'élégance de L'Auto, elle remporte un Grand Prix d'Honneur, pour le torpédo sport Oméga-Six d'Elie Volterra.
De 1925 à 1928, Gaston Grümmer exploite un brevet d'invention issu du bureau d'études Étienne Bunau-Varilla (E.B.V.) concernant une carrosserie surbaissée. Ce type de carrosserie rencontre un grand engouement et toutes sortes de châssis, de la petite Bugatti Brescia à l'immense Isotta Fraschini Tipo 8, sont habillés en surbaissée « E.B.V. ».
Au concours d'élégance de L'Auto en juin 1927, Gaston Grümmer crée la surprise en étant un des premiers carrossiers à proposer des selleries et des habillages intérieurs de voitures en cuir de reptile. L'année suivante, Marcelle Rahna présente une Panhard huit cylindres 35 CV carrossée en coach et dont l'intérieur, recouvert de cuir de serpent, peut se transformer en sleeping car : les sièges avant sont convertibles en lit, un bar à liqueur est installé dans le tableau de bord et un nécessaire à pique-nique disposé dans un coffre d'aile.
De 1929 à 1932, la carrosserie Gaston Grümmer construit des carrosseries d'une très grande élégance qui remportent de nombreuses récompenses lors des concours d'élégance sur les châssis les plus luxueux : Bugatti, Delage, Hispano-Suiza, Minerva, Panhard, Talbot…

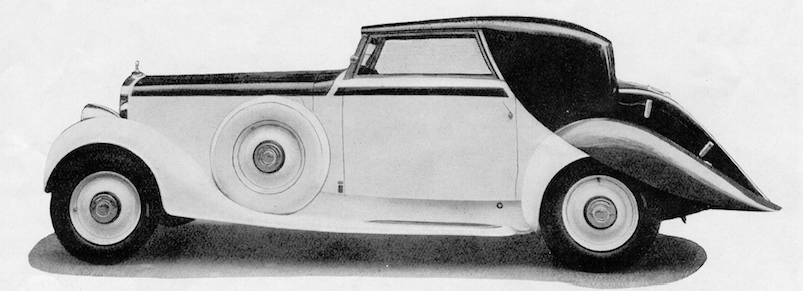
Une Delage D8-11 cab Hirondelle, carrosserie Gaston Grümmer, 1933.

En 1933, Grümmer dévoile l'Hirondelle, un nouveau style de cabriolet dont la ligne du pavillon fixe se prolonge sur l'aile arrière, rappelant les ailes d'une hirondelle. Quelques Delage et Hispano-Suiza reçoivent ce type de carrosserie.
Toujours en 1933, associé à Guillaume Busson, Gaston Grümmer conçoit l'Aéroprofil, un coupé deux portes très moderne qui dispose d'un pare-brise panoramique remontant sur le pavillon de la voiture, de portes dont le vitrage comporte un plan incliné et d'ailes intégrées dans le corps de la carrosserie, préfigurant la ligne ponton de la fin des années 1940. Probablement trop en avance sur son temps, moins d'une dizaine de coupés Aéroprofils sont construits sur des châssis Delage D8-15, Renault Nervasport, Alfa Romeo 6C 1750, Hotchkiss et Citroën.
La carrosserie Gaston Grümmer, victime de la crise économique, ferme ses portes en août 1935 après avoir construit environ 850 carrosseries.

## Galerie

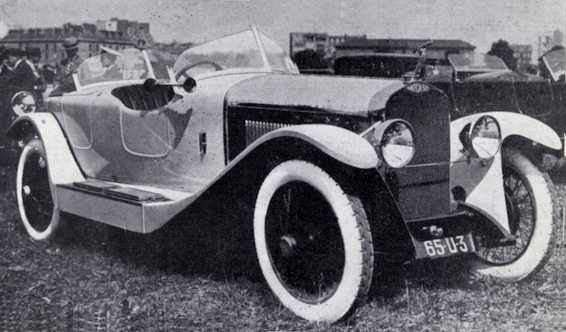
Oméga-Six Type A torpédo carrossée par Gaston Grümmer au concours d'élégance de L'Auto 1925 (voiture d'Elie Volterra).
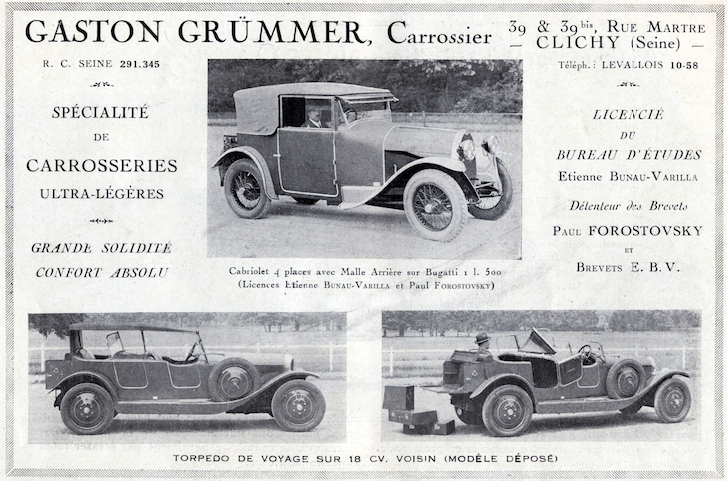
Une publicité de 1925.
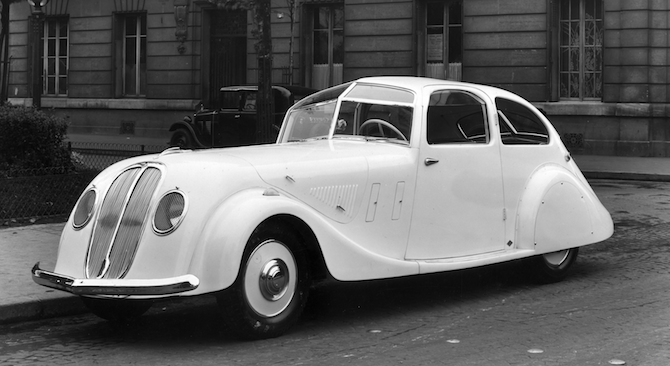
Renault Nervasport coupé Aéroprofil carrosserie Gaston Grümmer 1934.